# Федотеево
Федотеево — деревня в Междуреченском районе Вологодской области.
Входит в состав Ботановского сельского поселения (с 1 января 2006 года по 8 апреля 2009 года входила в Хожаевское сельское поселение), с точки зрения административно-территориального деления — в Хожаевский сельсовет.
Расстояние до районного центра Шуйского по автодороге — 39,5 км, до центра муниципального образования Игумницева по прямой — 18 км. Ближайшие населённые пункты — Пестиково, Юмбалово, Лычево.
По переписи 2002 года население — 1 человек.